# Михаил Шчепкин
Михаил Семьонович Шчепкин (на руски: Михаил Семeнович Щепкин) е руски драматичен артист и виден театрален педагог.

## Биография
Роден е на 17 ноември 1788 година в семейство на крепостни селяни. Работи в провинциални трупи, от 1822 година е в Москва, а от 1824 година – в известния Малий театър. Пресъздава образа на „малкия“ човек, рожба на крепостния строй.
Умира на 23 август 1863 година.

## Роли
- Мошкин в „Ерген“ на Иван Тургенев;
- Кузовкин в „Храненик“ на Иван Тургенев;
- Градоначалника в „Ревизор“ на Николай Гогол;
- Кочкарьов в „Женитба“ на Николай Гогол;
- Подкальосин в „Женитба“ на Николай Гогол;
- Шейлок във „Венецианският търговец“ на Уилям Шекспир и др.